# پرواز شماره ۱۰۶ سیویل ایر ترانسپورت
پرواز شماره ۱۰۶ سیویل ایر ترانسپورت (به انگلیسی: Civil Air Transport Flight 106) یک پرواز از تیچون به مقصد سونگشان در حرکت بود این هواپیما به همراه ۵۲ مسافر و ۵ خدمه پرواز می‌کرد، در تاریخ ۲۰ ژوئن ۱۹۶۴ در شنکانک دچار سانحه شد و ۵۷ نفر جان باختند.